# Bertram (Iowa)
Bertram è un comune degli Stati Uniti d'America, situato nello Stato dell'Iowa, nella contea di Linn.